# مرغ مگس نوک‌شمشیری
مرغ مگس نوک‌شمشیری (نام علمی: Ensifera ensifera) نام یک گونه از زیرخانوادهٔ مگس‌مرغیان است. این پرنده بومی مناطق آند در آمریکای جنوبی است که به دلیل نوک بسیار بلندی که دارد، به سادگی قابل شناسایی است. 
محدودهٔ پراکنش این پرنده در کشورهای بولیوی، کلمبیا، اکوادور، پرو و ونزوئلا است. در میان تمام پرندگان، مرغ مگس نوک‌شمشیری تنها پرنده‌ای است که منقارش از بقیهٔ جثه‌اش بزرگ‌تر است. این پرنده از منقار بلند خود برای نوشیدن شهد گل‌ها، به ویژه، گل‌های با تاج بلند استفادهٔ شایانی می‌نماید.
این گونه از پرندگان در قسمت‌های میانی یا بالای سطح درختان گرمسیری قابل‌مشاهده هستند. طول آنها از نوک دم در حدود ۱۳–۱۴ سانتیمتر (۵٫۱–۵٫۵ اینچ) است. به‌طور متوسط، جنس نر این پرنده از ماده‌ها اندکی بزرگ‌تر هستند. طول نوک آنها می‌تواند تا بیش از ۱۰ سانتیمتر (۳٫۹ اینچ) هم افزایش داشته باشد. وزن مرغ مگس نوک‌شمشیری نیز می‌تواند بین ۱۰–۱۵ گرم (۰٫۳۵–۰٫۵۳ اونس) در نوسان باشد که همین موضوع، این گونه از پرنده را در زمرهٔ یکی از بزرگ‌ترین گونه‌های مگس‌مرغان قرار می‌دهد. همان‌طور که مشخصهٔ سایر هم‌نوعان این پرنده می‌باشد، مرغ مگس نوک‌شمشیری می‌تواند به عقب پرواز کند و در هوا معلق بماند. مشخصهٔ بارز این گونه نوک بسیار طولانی است که از بقیهٔ جثه بزرگ‌تر است. زبان این پرنده نیز همچنین به‌طور نامعمولی طولانی است تا بتواند طول این نوک را طی کند. نوک به رنگ سیاه است و تا حدودی به طرف بالا خم شده‌است. این سازگاری نوک (بلندی و خمیدگی) به همراه زبان دراز، به مرغ مگس نوک‌شمشیری کمک می‌کند تا از گل‌هایی با تاج گل‌های بلند و طولانی تغذیه نماید که برای گونه‌های دیگر، غیرقابل‌دسترسی است.

## نگارخانه

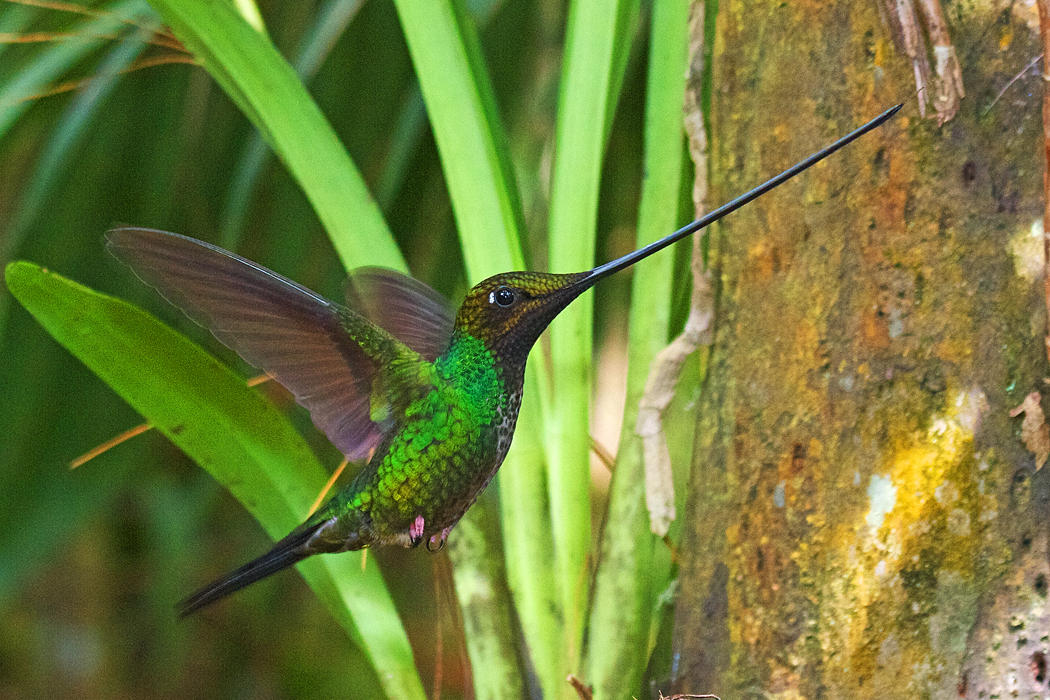
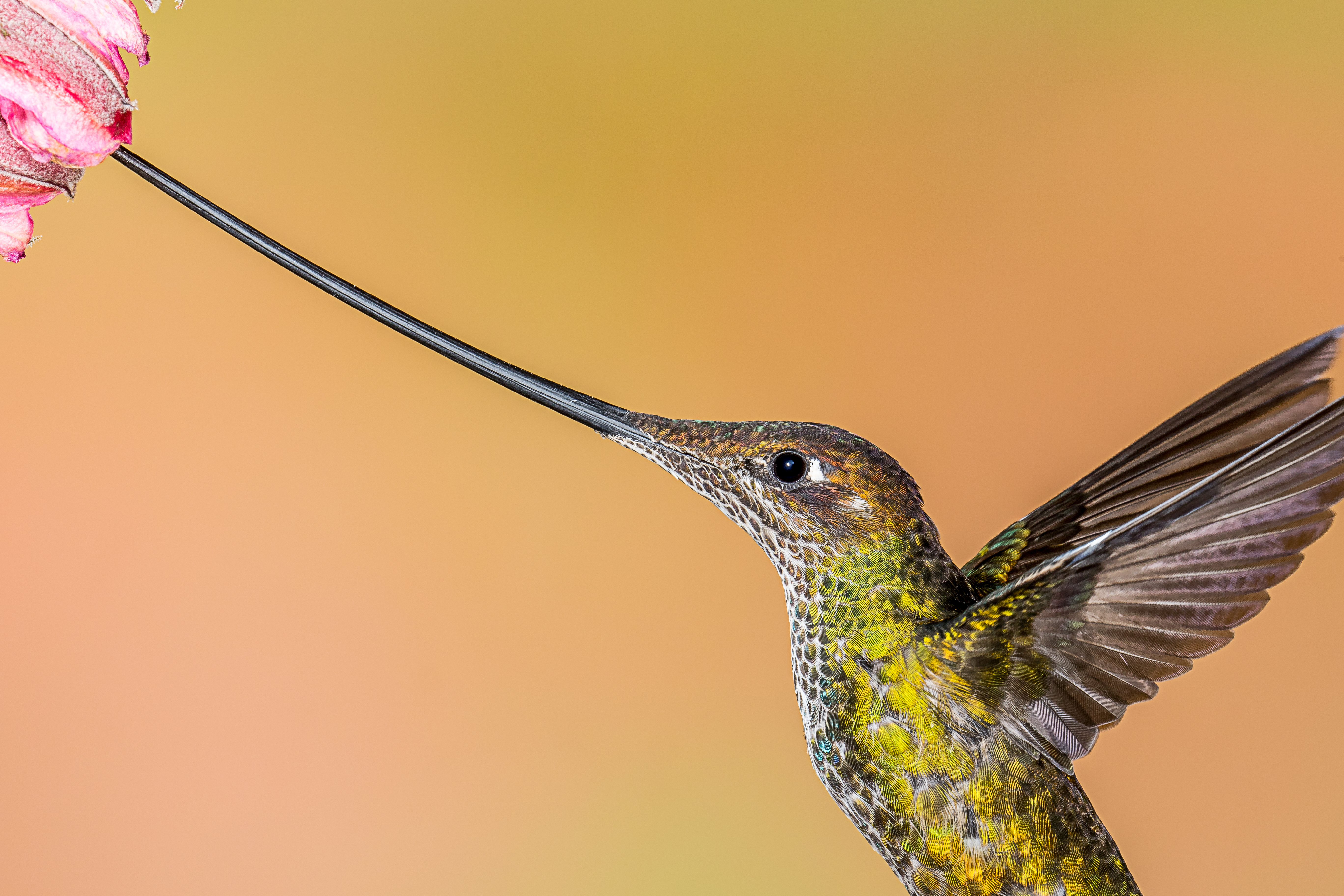
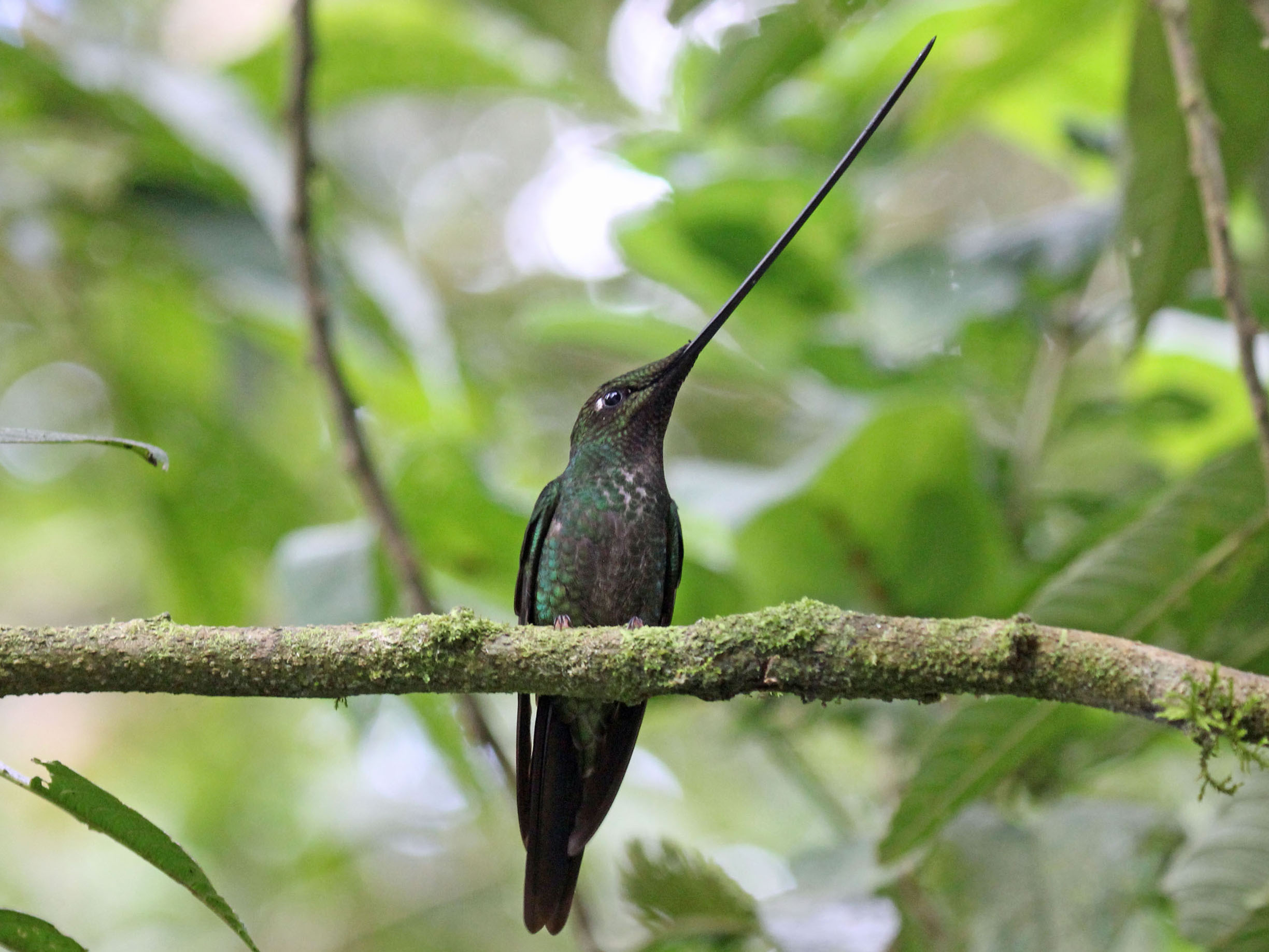